# Banalitety
Banalitety – średniowieczny i nowożytny obowiązek odpłatnego korzystania przez chłopów z urządzeń wybudowanych na terenie pańskiej włości, takich jak młyn, browar, piekarnia, tłocznia wina lub oliwy, ale również z karczmy, który funkcjonował przede wszystkim we Francji.
Banalitety zostały narzucone ludności chłopskiej przez panów feudalnych. Uzasadnieniem dla takich działań była ich władza zwierzchnia nad poddanymi. Sam termin (fr. banalité) wywodził się od germańskiego wyrazu ban, oznaczającego właśnie władzę zwierzchnią, względnie królewskie prawo rozkazywania ludności. Uprawnienia te, wcześniej związane z monarchą, zostały ostatecznie przejęte przez kasztelanów, feudałów posiadających zamki i kontrolujących okoliczne tereny, na przełomie X i XI wieku. Z czasem również panowie, którzy nie mieli zamków, narzucili ten rodzaj obciążeń swoim poddanym.
Banalitety, określane też mianem ciężarów banalnych lub praw przymusowych, były monopolami, które pan przywłaszczał sobie kosztem poddanych. Najczęściej polegały na obowiązku odpłatnego korzystania przez chłopów z pańskiego młyna, piekarni, tłoczni do wina lub oliwy, browaru, kuźni czy też karczmy. Rozciągano je także na zwierzęta, stąd reproduktorami (za opłatą) mogły być tylko pańskie byki lub knury, w związku z tym chłopi tylko do nich mogli przyprowadzać swoje krowy i maciory. Niewywiązujących się z tego obowiązku karano grzywną.
Ciężary banalne przynosiły dużo większe korzyści majątkowe panom niż wcześniejsze świadczenia feudalne (daniny czy robocizny), prowadziły także do rozwoju grupy uprzywilejowanej wśród mieszkańców wsi, do których zaliczano chociażby młynarzy czy piekarzy. Od końca XI stulecia i w ciągu XII wieku wpływy z nich stanowiły główne źródło dochodów francuskich feudałów, jakkolwiek coraz rzadziej ich wysokość była arbitralnie wyznaczana, czego świadectwem były zapisy w kartach swobód (carte de franchise) lub obyczajów (de coutumes), wystawianych przez panów dla ich chłopów, które na ogół wprowadzały korzystne dla tych ostatnich zmiany w obciążeniach.
W okresie po wojnie stuletniej system banalitetów często ulegał zmianom, tak by ułatwić ponowne zagospodarowanie zniszczonych terenów, tworząc zachęcające warunki dla chłopów. Na ogół ich wysokość była obniżana lub pojawiała się możliwość wykupu przynajmniej części ciężarów. W niektórych regionach (np. Gujenna) nie wprowadzano żadnych takich modyfikacji.
W epoce nowożytnej ciężary banalne były znienawidzone przez chłopów, którzy uznawali je za szczególnie uciążliwe, dawały też okazję do nieuczciwych praktyk piekarzom czy młynarzom, wykorzystującym resztę wiejskiej ludności. Ich ostateczne zniesienie miało miejsce podczas rewolucji francuskiej.
Poza Francją banalitety występowały w Niemczech, gdzie jednak nie przysługiwały wszystkim feudałom, lecz często tylko spadkobiercom hrabiów, ponadto nie obejmowały zbyt wielu dziedzin życia. W Anglii częściowo zostały wprowadzone po podboju normandzkim.